# John Hervey (2e baron Hervey)
John Hervey, 2e baron Hervey, (13 octobre 1696 - 5 août 1743) est un courtisan anglais et écrivain politique et mémorialiste qui est le fils aîné de John Hervey (1er comte de Bristol), par sa seconde épouse, Elizabeth. Il est connu sous le nom de Lord Hervey à partir de 1723, à la mort de son demi-frère aîné, Carr, fils unique de la première femme de son père, Isabella, mais Lord Hervey ne devient jamais comte de Bristol, car il meurt avant son père.

## Biographie
Il fait ses études à la Westminster School et au Clare College de Cambridge, où il obtient sa maîtrise en 1715 . Son père l'envoie ensuite à Paris en 1716, puis à Hanovre pour faire la cour à George Ier.
Il visite fréquemment la cour du prince et de la princesse de Galles à Richmond. En 1720, il épouse Mary Lepell, fille de Nicholas Lepell, l'une des demoiselles d'honneur de la princesse et une grande beauté de cour. En 1723, son demi-frère aîné, Carr, meurt, le faisant ainsi l'héritier du comté de Bristol avec le titre de courtoisie de Lord Hervey. En 1725, il est élu député de Bury St Edmunds.
Il a entretenu des relations très amicales avec Frédéric de Galles, mais vers 1723, ils se disputent, apparemment parce qu'ils étaient en rivalité amoureuse pour Anne Vane. Ces différences expliquent probablement le tableau cinglant qu'il dresse de la conduite insensible du prince. Hervey hésitait politiquement entre William Pulteney et Robert Walpole, mais en 1730, il prend définitivement parti pour Walpole, dont il est désormais un fidèle partisan. Pulteney l'a supposé être l'auteur de Sedition and Defamation display'd, avec une dédicace aux patrons de The Craftsman (1731). Pulteney, qui jusqu'à présent est un ami fidèle de Hervey, a répondu avec une réponse exacte à une diffamation scandaleuse, et la querelle a entraîné un duel auquel Hervey a réchappé de peu.
Hervey a nié à la fois la paternité de la brochure et sa dédicace, mais une note sur le manuscrit d'Ickworth, apparemment entre ses mains, indique qu'il a écrit cette dernière. Il a pu rendre de précieux services à Walpole grâce à son influence auprès de la reine. Par son intermédiaire, le ministre gouverne la reine Caroline et indirectement George II. Hervey est vice-chambellan de la maison royale et membre du Conseil privé. En 1733, il est appelé à la Chambre des lords par un acte d'accélération de la baronnie de son père. Il est ensuite élu gouverneur du Foundling Hospital avant sa fondation en 1739 . En dépit de demandes répétées, il ne reçoit plus d'avantages après 1740, date à laquelle il devint Lord du sceau privé.
Après la chute de Sir Robert Walpole, il est démis de ses fonctions (juillet 1742). Un excellent pamphlet politique, Diverses réflexions sur la posture actuelle des affaires étrangères et intérieures, montre qu'il conserve sa vigueur mentale, mais qu'il est sujet à l'épilepsie et que son apparence faible et son régime alimentaire rigide sont une source constante de ridicule pour ses ennemis. Il est mort avant son père, mais trois de ses fils sont devenus successivement comte de Bristol.

## Mémoires et querelles littéraires
Hervey a écrit des mémoires détaillés et brutalement francs sur la cour de George II de 1727 à 1737. Il donne un récit très peu flatteur du roi, de Frédéric Prince de Galles et de leurs disputes familiales. Pour la reine et sa fille, la princesse Caroline, il a un respect et un attachement sincères, et on disait généralement que l’affection de la princesse pour lui était la raison de la retraite proche dans laquelle elle vivait après sa mort. Le manuscrit des mémoires d'Hervey a été préservé par la famille, mais son fils, Augustus John, 3e comte de Bristol, a laissé de strictes injonctions selon lesquelles ils ne devraient pas être publiés avant la mort de George III. En 1848, ils furent publiés sous la direction de John Wilson Croker, mais le manuscrit a subi une certaine quantité de mutilation avant de lui arriver entre les mains. Croker a également atténué, dans certains cas, le ton de l'original. Le récit de Hervey sur la vie de cour et les intrigues ressemble sur de nombreux points aux mémoires de Horace Walpole, et les deux livres se corroborent dans de nombreuses déclarations qui auraient autrement été reçues avec suspicion.
Jusqu'à la publication des Mémoires, Hervey est principalement connu pour être l'objet d'une satire féroce de la part d'Alexander Pope, dans les œuvres duquel il est Lord Fanny, Sporus, Adonis et Narcisse. La querelle est généralement due à la jalousie de Pope quant à l'amitié de Hervey avec Mary Wortley Montagu. Dans la première des Imitations of Horace, adressée à William Fortescue, Lord Fanny et Sappho sont généralement identifiés à Hervey et Lady Mary, bien que Pope l'ait nié. Hervey avait déjà été attaqué dans le Dunciad et le Peribathous, et il a maintenant riposté. Il ne fait aucun doute qu'il a pris part aux Vers de l'imitateur de Horace (1732) et il est possible qu'il en ait été l'unique auteur. Dans la lettre d'un noble de Hampton Court à un docteur en théologie (1733), il se moquait de la difformité et de la naissance modeste de Pope .
La réponse de Pope est une lettre à un noble seigneur, datée de novembre 1733, et le portrait de Sporus dans l' épître au docteur Arbuthnot (1743), qui constitue le prologue des satires. Un grand nombre des insinuations et des insultes qu'il contient sont empruntées à A Propre Reply de Pulteney et à un Libellal Scamilous.
Certains critiques littéraires, tels que Martin C. Battestin, suggèrent que l'ami de Pope et satiriste Henry Fielding voulait que le personnage de Beau Didapper dans Joseph Andrews soit vu comme Hervey. Beau Didapper est décrit comme obéissant aux ordres d'un "grand homme" (vraisemblablement Walpole) "auquel il se soumettait implicitement, au prix de sa conscience, de son honneur et de son pays". Didapper est également comparé à Hylas et est confondu avec une femme dans le noir à cause de sa peau douce.
La caricature malfaisante de Sporus fait une grande injustice à Hervey et Horace Walpole ne le traite pas beaucoup mieux. Néanmoins, ses écrits prouvent qu'il était un homme d'une réelle capacité, condamné par la tactique de Walpole et sa méfiance envers les hommes capables de passer sa vie dans l'intrigue de cour, dont il devait posséder les armes, qu'il utilisait avec la plus grande habileté. Son épouse, Lady Hervey (1700-1768), dont on trouve un récit dans les Anecdotes de Lady Louisa Stuart, était un partisan chaleureux des Stuarts. Elle a gardé son esprit et son charme toute sa vie et a la particularité de recevoir les vers anglais de Voltaire.

## Mariages, liaisons et sexualité
Il épouse Mary Lepell (1700-1768) le 21 avril 1720. Ils ont huit enfants:
- Mary Hervey (c. 1720–), mariée en 1745 George Fitzgerald, de Turlough
- George Hervey (2e comte de Bristol) (1721-1775), célibataire
- Lepell Hervey (15 avril 1723 - 11 mai 1780), mariée en 1743 à Constantine Phipps (1er baron Mulgrave)
- Augustus Hervey (1724-1779), décédé sans descendance légitime
- Frederick Hervey (4e comte de Bristol) (1730-1803), marié en 1752 avec Elizabeth Davers,
- Général William Hervey (13 mai 1732 - 1815), célibataire
- Amelia Caroline Nassau Hervey (1734-1814), célibataire
- Caroline Hervey (1736-1819), célibataire

Hervey est bisexuel. Il a une liaison avec Anne Vane et peut-être avec Mary Wortley Montagu et la princesse Caroline. Il vécut souvent avec Stephen Fox pendant la décennie qui le suivit en Italie en 1728.  Il avait également été attiré par Henry Fox avant sa liaison avec Stephen Fox ,.
Il écrit des lettres d'amour passionnées à Francesco Algarotti, rencontré pour la première fois en 1736. Il a peut-être eu une relation sexuelle avec le prince Frédéric avant la fin de leur amitié. Il a en fait été désigné comme une figure sexuellement ambiguë de son temps, notamment par William Pulteney, alors chef de l'opposition et cité plus haut par Alexander Pope dans son portrait de "Sporus": "Laissez Sporus trembler / Qu'est-ce que cette chose de soie. . . Son esprit tout bascule entre cela et ceci / Maintenant haut, maintenant bas, maintenant maître, maintenant mademoiselle / Et lui-même une vile antithèse. . . " .